# Guillermo Orea
Guillermo Orea (Ciudad de México, 26 de diciembre de 1929 - 11 de enero de 1991) fue un actor de teatro, cine y telenovelas mexicano.

## Biografía
Siendo muy joven, junto con un amigo siguieron a unas chicas que entraron a la Escuela de Iniciación Artística del Instituto Nacional de Bellas Artes en México. Al deambular por los salones de clase de la escuela, descubrió las clases de teatro, quedándose como oyente primero y matriculándose en el siguiente período escolar. Gracias a su adelantamiento y capacidad, fue promovido para profesionalizar sus estudios en la Escuela Nacional de Bellas Artes teniendo como compañeros de generación a otros compañeros de la talla de Ignacio López Tarso, Luis Gimeno, Virginia Gutiérrez, Carlos Ancira y Ofelia Guilmáin y como principal maestro a Xavier Villaurrutia. Desde sus inicios se destacó en el Teatro colaborando en las compañías de Álvaro Custodio, Fernando Soler, la Compañía Nacional de Teatro, Haro-Oliva, Manolo Fábregas, Teatro de la SEP, Luis de Llano (padre), Los Profesionales, Fernando Junco y Adrián Lara. Sus éxitos más connotados aún se recuerdan en el ambiente teatral de México con puestas en escena como La Celestina, La tempestad y como protagonista estelar en Galileo Galilei (600 representaciones a teatro lleno), Silencio pollos pelones (400 representaciones), La valija (300 representaciones), El violinista en el tejado (primera temporada alternando con Manolo Fábregas) (1000 representaciones), El marido perfecto (1200 representaciones), todas ellas cuando en la Ciudad de México había la mitad de los habitantes de hoy y las funciones se realizaban de martes a domingo, con 9 funciones a la semana como promedio. Entre sus películas más memorables están: El esqueleto de la señora Morales, Aprendiendo a vivir, El castillo de los monstruos, Maten al león, El vuelo de la cigüeña, etc.

## Filmografía

### Cine
- El ataúd del vampiro (1958)
- El castillo de los monstruos (1958)
- El analfabeto (1961)
- Cricri el grillito cantor (1963)
- Pepito y la lámpara maravillosa (1972)
- Fe, esperanza y caridad (1974)
- El patrullero 777 (1978)
- Rstas ruinas que ves (1979)
- El vuelo de la cigüeña (1979)
- El tonto que hacia milagros (1984)

## Teatro
| Puesta en escena                  | Autor                   | Director            | Teatro                                   | Producción                | Año         |
| --------------------------------- | ----------------------- | ------------------- | ---------------------------------------- | ------------------------- | ----------- |
| Camino real                       | Ricardo Parada          | Armando List Arzú   | Palacio de Bellas Artes                  | INBA                      | 1949        |
| El mentiroso                      | Jean Cocteau            | Xavier Villaurrutia | Palacio de Bellas Artes                  | INBA                      | 1950        |
| El pobre barba azul               | Xavier Villaurrutia     | Xavier Villaurrutia | Palacio de Bellas Artes                  | INBA                      | 1950        |
| Don Juan Tenorio                  | José Zorrilla           | Álvaro Custodio     | Sala Molière                             | Álvaro Custodio           | 1950        |
| Netzahualcóyotl                   | Carlos Ancira           | Roberto Crespo      | Teatro Revolución                        | PAYNO                     | 1951        |
| Prohibido suicidarse en primavera | Alejandro Casona        | Carlos Rodríguez    | Sala Guimera                             | Cooperativa INBA          | 1951        |
| Las mocedades del Cid             | Guillén de Castro       | Álvaro Custodio     | Sala Molière                             | Teatro Español de México  | 1953        |
| La discreta enamorada             | Álvaro Custodio         | Triatón             | Teatro Español de México                 |                           | 1954        |
| La suerte de los malos            | Jaques Deval            | Andre Moreau        | Sala Molière                             | Blanca de Castejón        | 1954        |
| Reinar después de morir           | Luis Vélez de Guevara   | Álvaro Custodio     | Sala Molière                             | Teatro Español de México  | 1954        |
| La Celestina                      | Fernando de Rojas       | Álvaro Custodio     | Sala Molière                             | Teatro Español de México  | 1954        |
| El portal de Belén                | Enrique Alonso          | Enrique Alonso      | El pequeño Mundo                         | Enrique Alonso            | 1955        |
| El mercader de Venecia            | William Shakespeare     | Andre Moreau        | Palacio de Bellas Artes                  | Antonio López Mancera     | 1955        |
| Un rincón feliz                   | Marc-Gilbert Suvajon    | Francisco Petrone   | Arena                                    | Francisco Petrone         | 1955        |
| El amor tiene su aquel            | Carlos Llopis           | Julián Soler        | Triatón                                  | Hnos. Soler               | 1956        |
| Sexteto                           | Ladislao Fodor          | Julián Soler        | Triatón                                  | Hnos. Soler               | 1956        |
| El amor de los cuatro coroneles   | Peter Ustinov           | Julián Soler        | Triatón                                  | Hnos. Soler               | 1956        |
| A su imagen y semejanza           | Rafael Solana           | Luis G. Basurto     | de la Comedia                            | Luis G. Basurto           | 1956        |
| La zorra y las uvas               | Guillherme Figuereido   | Julián Soler        | Triatón                                  | Julián Soler              | 1957        |
| Volpone                           | Ben Johnson             | Alan Lewis          | de compositores                          | Teatro Universitario      | 1957        |
| Escuela de cocottes               | Armond y Hervidoon      | Arlequín            | Ricardo Mondragón                        | Antonio Haro Oliva        | 1958        |
| El papanatas                      | Ives Mirande            | José J Aceves       | Milan                                    | Antonio Haro Oliva        | 1959        |
| El ballet ruso                    | Mark Camelotti          | Ricardo Mondragón   | Arlequín                                 | Antonio Haro Oliva        | 1959        |
| Espada en mano                    | Rafael Solana           | Manolo Fábregas     | Sala Chopin                              | Manolo Fábregas           | 1960        |
| Treinta segundos de amor          | Aldo de Benedetti       | Julián Duprez       | Rotonda                                  | Irma Terrangolo           | 1960        |
| Los tres etcéteras de Don Simón   | José María Pemán        | Fernando Granada    | Virgina Fábregas                         | Fernando Granada          | 1960        |
| La tía de Carlos                  | George Abott            | Luis de Llano       | Teatro del Bosque                        | René Anselmo              | 1961        |
| Los fantástikos                   | Tom Jones               | Luis de Llano       | Teatro del Bosque                        | René Anselmo              | 1961        |
| Mi otro marido                    | Ives Mirande            | Álfredo Varela      | Jorge Negrete                            | Salvador Varela           | 1962        |
| Si, tío                           | Louis Veile             | Julián Duprez       | Milan                                    | Antonio Fernández         | 1962        |
| Yo las prefiero morenas           | Ives Mirande            | Julián Duprez       | Milan                                    | Julián Duprez             | 1962        |
| El amor tiene su aquel            | Carlos Llopis           | Julián Soler        | Insurgentes                              | Hnos. Soler               | 1963        |
| Fuenteovejuna                     | Lope de Vega            | José Solé           | IMSS (Julio Prieto)                      | IMSS                      | 1963        |
| Cuando se casa usted              | J. V. Luc y J.P. Conti  | Nadia Haro Oliva    | Arlequín                                 | Antonio Haro Oliva        | 1963        |
| La tempestad                      | William Shakespeare     | José Solé           | IMSS (Hidalgo)                           | IMSS                      | 1964        |
| El burgués gentilhombre           | Molière                 | José Solé           | IMSS (Julio Prieto)                      | IMSS                      | 1965        |
| Adiós goodbye sayonara            | Miguel Mihura           | Luis de Llano       | Insurgentes                              | Luis de Llano             | 1965        |
| Tres muertos y una viva           | Jean Paul Antoine       | Antonio Haro Oliva  | Arlequín                                 | Antonio Haro Oliva        | 1965        |
| La pícara Cocó                    | Marcel Mithois          | Antonio Haro Oliva  | Arlequín                                 | Antonio Haro Oliva        | 1966        |
| El marido perfecto                | Adrián Ortega           | Alfonso Torres      | Milán                                    | Fernando Junco            | 1966        |
| Galileo Galilei                   | Bertolt Brecht          | Ignacio Retes       | Teatro del INBA                          | Jiménez Rueda             | 1967        |
| Silencio pollos pelones           | Emilio Carballido       | Ignacio Retes       | IMSS (Reforma)                           | IMSS                      | 1967        |
| La llave del baño abierta         | ND                      | Rafael Banquells    | de la República                          | Los Profesionales         | 1968        |
| El violinista en el tejado        | Sholem Aleijem          | Manolo Fábregas     | Manolo Fábregas                          | Manolo Fábregas           | 1970        |
| La valija                         | Julio Mauricio          | Carlos Gorostiza    | Sullivan                                 | Julio Ruiz                | 1971        |
| La zapatera prodigiosa            | García Lorca            | José Solé           | Manolo Fábregas                          | Manolo Fábregas           | 1971        |
| La zorra y las uvas               | Guillherme Figuereido   | Guillermo Orea      | de la Ciudadela                          | Fernando Soler P.         | 1972        |
| El baile                          | Edgar Neville           | Fernando Luján      | IMSS (Todos los teatros de la Rep. Mex.) | Fernando Luján            | 1973-1974   |
| Un loco sin gasolina              | Alfonso Paso            | Fernando Luján      | Jorge Negrete                            | Fernando Luján            | 1975        |
| Recién cansados                   | Alfonso Paso            | Fernando Luján      | de la República                          | Fernando Luján            | 1975        |
| Hablemos a calzón quitado         | Guillermo Gentile       | Gerard Hullie       | de la Ciudadela                          | Gerard Hullie             | 1976        |
| Las aventuras de Santa Claus      | Fernando Luján          | Fernando Luján      | Insurgentes                              | Fernando Luján            | 1976        |
| El primero                        | Israel Horovitz         | Susana Alexander    | Tecnológicos de toda la Rep. Mexicana    | Sria de Educación Pública | 1977-1980   |
| Lisístrata                        | Aristófanes             | José Solé           | IMSS (Julio Prieto)                      | IMSS                      | 1978        |
| Sacco y Vanzetti                  | Mino Rolli y Vincenzoni | Manuel Montoro      | Milan                                    | Universidad Veracruzana   | 1979        |
| Yo miento, tú mientes             | Mark Camelotti          | Alfredo Saldaña     | 11 de julio                              | Enrique Gou               | 1981        |
| El marido perfecto                | Adrián Ortega           | Guillermo Orea      | IMSS (REP Mexicana)                      | Fernando Junco            | 1982        |
| No tengo, no pago                 | Darío Fo                | Manolo Fábregas     | San Rafael                               | Manolo Fábregas           | 1983        |
| Aquí entre nos                    | Alan Ayckbourn          | Guillermo Orea      | Polyforum Cultural Siqueiros             | Susana Alexander          | 1984        |
| El marido perfecto                | Adrián Ortega           | Guillermo Orea      | IMSS (TEPEYAC)                           | Fernando Junco            | 1985 - 1989 |
| Los enredos de una mentirosa      | Sholem Aleijem          | José Solé           | IMSS (Reforma)                           | Silvia Pinal              | 1990        |

- Datos: Q5888783